# Visitor
Visitor - pasmo górskie w Górach Dynarskich. Położone jest w Czarnogórze, między pasmami Prokletije a Komovi. Stanowi centralną część wschodnich rejonów górskich Czarnogóry. U stóp pasma znajduje się miejscowość Plav i jezioro Plavsko Jezero. Pasmo to składa się z czterech gór połączonych ze sobą przełęczami. Leży na tyle blisko Prokletije, że przez niektórych uważane jest za jego część. Przeważnie jednak klasyfikuje się to pasmo jako odrębne.
Szczyty:
- Visitor - 2211 m,
- Greben - 2196 m,
- Zeletin - 2112 m,
- Goles - 2033 m.